# Police cantonale genevoise
 (juin 2025).
 (juin 2025).
Si vous disposez d'ouvrages ou d'articles de référence ou si vous connaissez des sites web de qualité traitant du thème abordé ici, merci de compléter l'article en donnant les références utiles à sa vérifiabilité et en les liant à la section « Notes et références ».
 (juin 2025).
L'article doit être relu — et modifié si nécessaire — par des contributeurs indépendants pour apporter un regard critique aux contributions effectuées en violation des conditions d'utilisation de Wikipédia, tant sur la forme (notamment concernant le style encyclopédique, la proportionnalité) que sur le fond (la neutralité de point de vue, la qualité et l'indépendance des sources).
(Politique pour les contributions rémunérées | Comprendre le dépubage | En discuter)
 (février 2025).

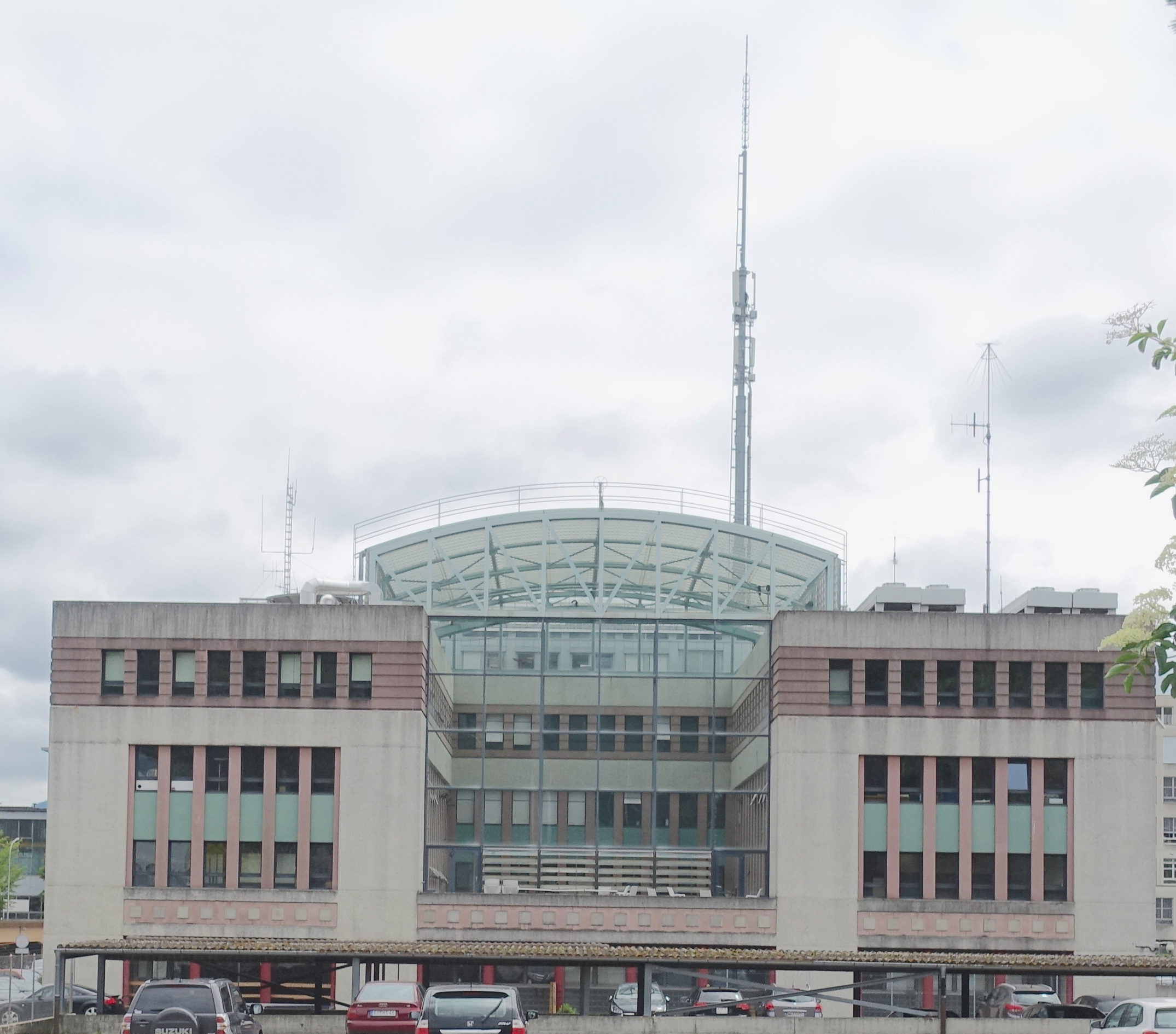
Quartier général de la police genevoise, avec antenne Polycom

La police cantonale genevoise est une institution policière active dans la république et canton de Genève.

## Organisation

### Présentation
La police cantonale du canton de Genève est chargée d'assurer la sécurité publique, de maintenir l'ordre et de faire respecter les lois à la population locale et aux touristes.
Elle a également un rôle dans la sécurité des sommets internationaux et autres réunions politiques et économiques.
Elle exerce enfin la police judiciaire sur le territoire genevois.
La police cantonale genevoise est dirigée depuis le 1er août 2006 par la commandante Monica Bonfanti. Elle porte le grade de Colonelle dans la police genevoise.
L'effectif policier, à la fin 2023, est de 2 148 personnes : 1 505 pour les services de gendarmerie, dont 279 dans la police judiciaire. 403 personnes travaillent dans l’administration. Il y a également 49 aspirants et 191 ASP armés (Assistants de sécurité publique armés).

### Brigades
Les brigades sont de deux sortes : les brigades de police judiciaires et les brigades de gendarmerie.
Brigades de police judiciaire
- Brigade des cambriolages (BCAM)

La police Genevoise dispose d'une unité de déminage

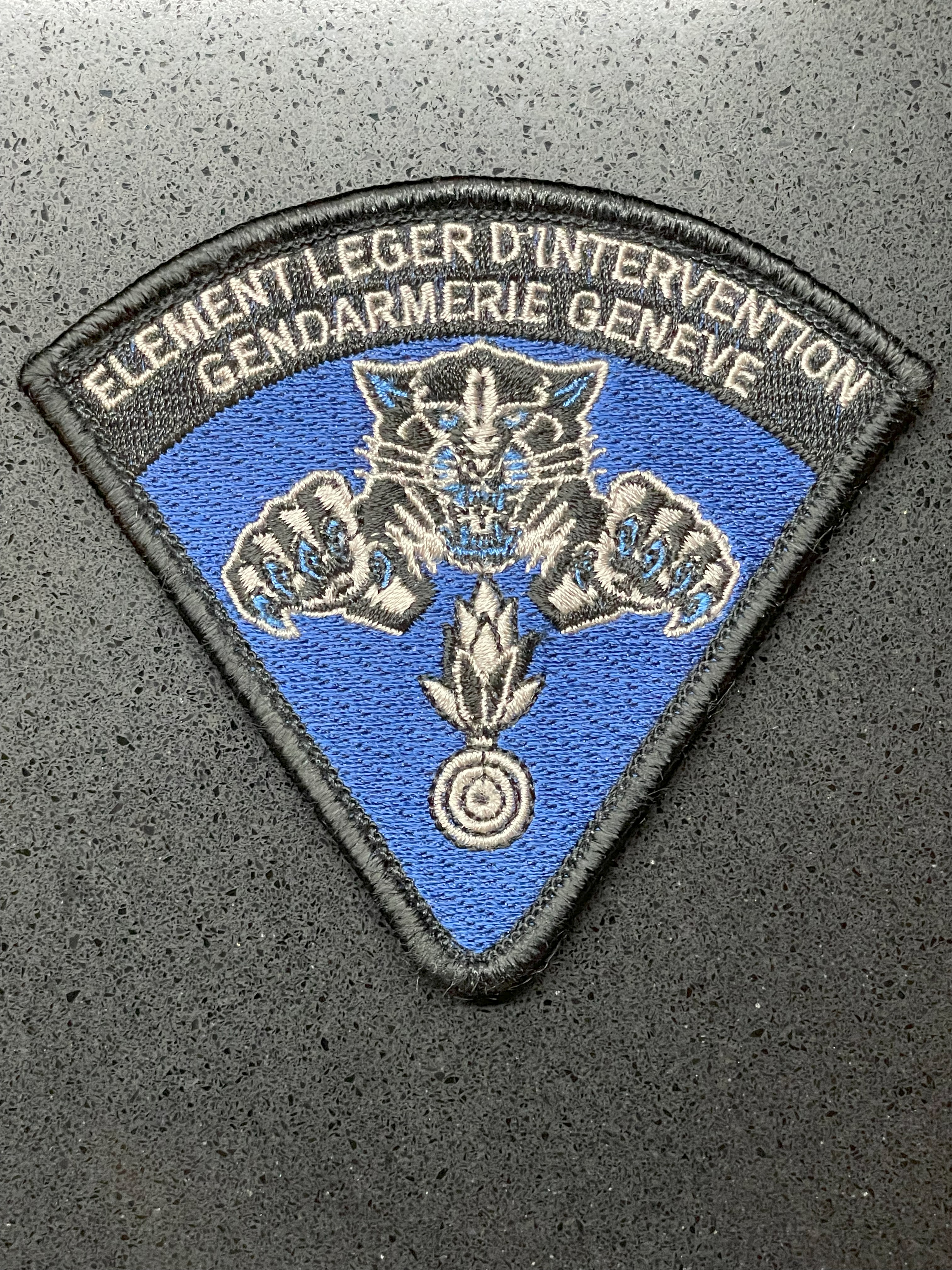
Badge des éléments légers d'intervention

- Brigade de la criminalité informatique (BCI)
- Brigade des cyber-enquêtes (BCE)
- Brigade des délits contre les personnes (BDP)
- Brigade financière
- Brigade des mineurs[3]
- Brigade des mœurs ; depuis 2016, elle lutte contre la traite d’êtres humains et la prostitution illicite (BTPI)[4].
- Brigade de renseignement criminel (BRC)
- Brigade de répression du banditisme (BRB)
- Brigade des stupéfiants
- Brigade des vols et agressions de rue (BVAR)
- Brigade des armes de la sécurité privée et des explosifs (BASPE)[5]
- Brigade de la sûreté intérieure[6] (BSI), anciennement Brigade d’investigation spéciale de la police judiciaire (BRIS)[7].
- Détachement de protection rapprochée (DPR)[8]

Brigades de gendarmerie
- Brigade de neutralisation, enlèvement, détection d'engins explosifs[9] (NEDEX), couramment appelée NEDEX ou Brigade de déminage[10].
- Brigade de sûreté du domaine aérien[11] (BSDA)
- Brigade de sécurité publique[12] (BSP)
- Brigade des chiens[12]
- Brigade équestre[13]
- Groupe d'intervention de l'aéroport (PORTO)[8]
- Police de la navigation
- Unité diplomatique et aéroportuaire (UDIPA)[14]
- Unité de proximité (UPROX)[14]
- Unité routière (UROUT)[14]
- Unité de secours d'urgence (USECU), couramment appelée Police Secours[14].
- Groupe d'Intervention de la Police Genevoise[15]

Cette liste n'est pas exhaustive : les noms des différentes brigades, et les brigades elles-mêmes, de la police judiciaire ou de la gendarmerie, varient trop souvent pour garder une liste à jour.

#### Police routière
La police routière assure la sécurité des routes et autoroutes du canton de Genève. Elle surveille le trafic, pratique des contrôles d'alcoolémie et de vitesse, et contribue à la fluidité du trafic routier. Elle mène des actions de prévention et de disuassion.
Grâce au centre névralgique, la police routière peut repérer les zones à fort trafic et y intervenir rapidement.
Dans ce centre, la police routière est placée avec un agent de la sécurité des transports publics genevois, des Services industriels de Genève, des agents de sécurité publique non-armés et du service de Lutte contre les incendies dans le canton de Genève, afin d'agir rapidement sur le trafic et d'assurer sa sécurité,.

#### Police montée
Une police montée a existé en 1996. Une nouvelle expérience débute en avril 2018, avec neuf cavaliers dont huit femmes.

#### Police de la navigation

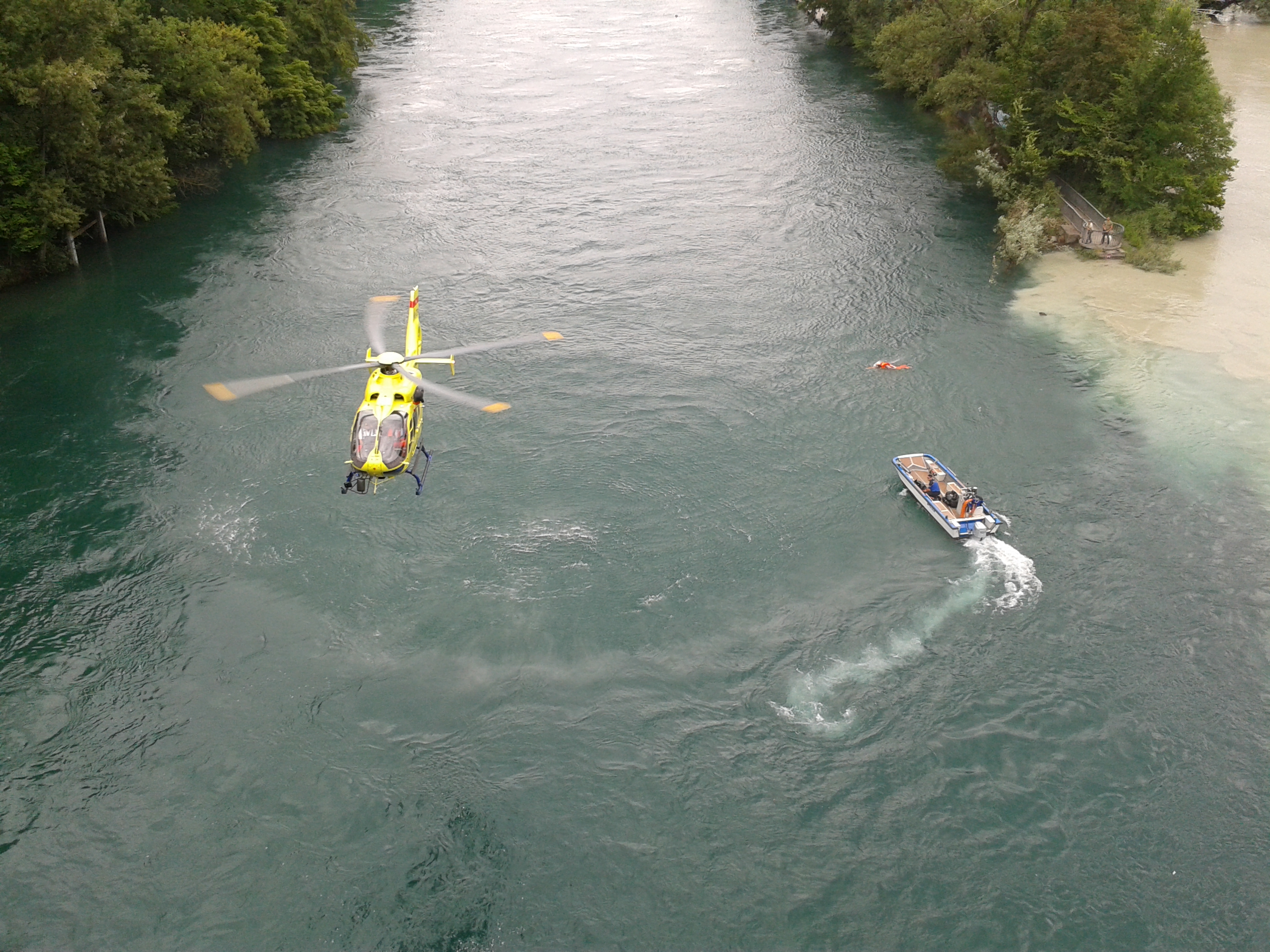
La police de la navigation et l’hélicoptère HUG-REGA 15 recherchant un noyé à la confluence du Rhône et de l’Arve.

La police de la navigation assume, 24 heures sur 24, toutes les tâches de police judiciaire et d’interventions sur le Léman et les cours d’eau du canton de Genève, ainsi que dans les piscines en cas de noyade.
Elle assure la sécurité du Léman, veille au respect des règles de navigation, surveille les ports, sauve des personnes et procède à des recherches en plongée. Elle intervient sur le territoire du canton de Genève et au-delà lors de sauvetage ou de protection de biens.
Le poste de la police de la navigation, situé au Quai Gustave-Ador 11 à Genève, a été ouvert en décembre 1959, date de création du service. Le premier poste, situé sous la grue des Eaux-Vives, a été ouvert en 1929 par le Gendarme Roch, premier garde-port.
La police de la navigation collabore avec la Société internationale de sauvetage du Léman (5 sections dans le canton dont la Société de sauvetage de Genève) et les autres services de secours professionnels comme le Service d'incendie et de secours de la ville de Genève (SIS), le SAMU et la Garde aérienne suisse de sauvetage (REGA).

#### Assistants/Agents de sécurité publique non armés
Les agents de de sécurité publique non armés sont affectés au personnel de la police cantonale. Ils sont principalement affectés dans les secteurs suivants :

##### Centre de vidéo-surveillance
Ils se trouvent également dans la centrale d'engagement de coordination et d'alarme de la police genevoise ; leur but est d'assurer la surveillance des lieux publics grâce aux caméras de vidéo-surveillance. Ils annoncent aux patrouilles de police-secours les activités suspectes ou dangereuses.

##### Poste de police
Les agents de sécurité publique non-armés effectuent des tâches administratives dans les différents postes de police du canton. Ils accueillent dans certains cas les personnes se présentant dans le poste et leur donnent les renseignements éventuels. Ils peuvent également enregistrer les plaintes. Enfin, ils s'occupent du courrier envoyé au poste de police concerné.

##### Centrale routière
Les agents sont également placés dans le centre névralgique de la police routière ; ils aident les policiers de la brigade routière dans leur analyse des cartes et des données. Ils répondent aux appels destinés à cette brigade. Ils réceptionnent les plaques temporaires lorsque le service cantonal est fermé.

#### Agents de sécurité publique armés
Les agents de sécurité publique armés sont des agents affectés à la police cantonale, à la brigade de sécurité et des audiences ou à l'office cantonal de détention.
Ces agents effectuent principalement trois activités :

##### La surveillance et protection de sites diplomatiques
Ils veillent au bon déroulement des activités internationales, diplomatiques, en rapport avec l'aéroport. Ils veillent à la sécurité aéroportuaire. Leurs missions internationales sont définies par des dispositions fédérales.

##### La surveillance des détenus dans le canton de Genève
Cette unité est la brigade de sécurité et des audiences. Les agents sont affectés à l'office cantonal de la détention lors de ces missions. Dans le contexte de leurs missions dans cette unité, les agents de sécurité publique armés sont amenés à effectuer plusieurs tâches :
- Surveiller et transporter les détenus entre les sites de détention et les instances (hôpitaux (HUG), tribunaux, etc.) et assurer la sécurité de la population, du personnel et du détenu durant le transport et les activités sur place ;
- Surveiller les personnes privées de liberté lors de leurs audiences et de leurs séjours à l'hôpital ;
- Gérer les lieux de privation de liberté de la police et du pouvoir judiciaire. Ces lieux sont généralement appelés « violons » ;

- Assurer la sécurité du personnel judiciaire, des témoins et des détenus en examen, durant les audiences de la justice.

Les agents de cette brigade ne doivent pas être confondus avec les agents de détention. Ceux-ci sont aussi employés par l'office cantonal de la détention, mais les agents de détention s'occupent seulement de gérer un établissement pénitentiaire et sa sécurité. Ils n'ont pas à transporter les détenus ni assister aux procédures judiciaires.

##### Refoulement des personnes interdites de séjour à Genève
Une mission des agents de sécurité publique armés est le refoulement des personnes présentes illégalement sur le territoire genevois.
Ils agissent en collaboration avec la police cantonale, et parfois, avec le corps des gardes-frontière suisses, notamment à l'aéroport. Ils accomplissent cette mission sur la base de la Loi sur l'asile et effectuent des tâches en lien avec les refoulement, extraditions et réadmissions.

#### Autres départements
Les départements suivants sont dirigés par le chef de la police adjoint : le centre des opérations et planification (COP), le service des Commissaires et le service du renseignement. L'inspection générale des services est la police des polices.

### Grades & fonctions

#### Grades de la gendarmerie cantonale genevoise[26]
| Grade   | Note | Insigne ou passant d'épaule |
| ------- | --- | --------------------------- |
| Colonel | Le grade de colonel est attribué au commandant de la police genevoise. Depuis le 1er août 2006, ce poste est occupé par la colonelle Monica Bonfanti. |                             |

| Grade              | Note                                                                                      | Insigne ou passant d'épaule |
| ------------------ | ----------------------------------------------------------------------------------------- | --------------------------- |
| Lieutenant-colonel | Le grade de lieutenant-colonel est attribué au commandant adjoint de la police genevoise. |                             |

| Grade | Note | Insigne ou passant d'épaule |
| ----- | --- | --------------------------- |
| Major | Le grade de major est attribué aux chefs des unités de la gendarmerie, aux chefs du centre opérations et planification et au chef du service des commissaires de police. |                             |

| Grade              | Note | Insigne ou passant d'épaule |
| ------------------ | ---- | --------------------------- |
| Capitaine          |      |                             |
| Premier-lieutenant |      |                             |

| Grade      | Note | Insigne ou passant d'épaule |
| ---------- | ---- | --------------------------- |
| Lieutenant |      |                             |

| Grade         | Note | Insigne ou passant d'épaule |
| ------------- | ---- | --------------------------- |
| Sergent-major |      |                             |
| Sergent-chef  |      |                             |

| Grade    | Note                                                                            | Insigne ou passant d'épaule |
| -------- | ------------------------------------------------------------------------------- | --------------------------- |
| Caporal  |                                                                                 |                             |
| Appointé |                                                                                 |                             |
| Gendarme | Le grade de gendarme est le premier obtenu une fois l'école de police terminée. |                             |

#### Fonctions
Commissaire de police
Sergent-Major Opérationnel

## Moyens auxiliaires
La base de données cantonale CALVIN recèle dans ses diverses rubriques des informations à propos des personnes résidant ou ayant résidé à Genève (nom, prénom usuel, date de naissance, nationalité, ancien nom, nom de célibataire, nom et prénoms du père et de la mère, logeur…).
Le RIPOL (fédéral) comprend une banque de données concernant la recherche de personnes et de véhicules et une banque de données concernant les infractions non élucidées et la recherche d’objets.
Le FABER (fédéral) gère un registre automatisé des autorisations de conduire.
Le MOFIS (fédéral) fait état de tous les véhicules qui sont ou qui ont été immatriculés en Suisse et dans la Principauté de Liechtenstein ainsi que des données y relatives concernant les détenteurs.
Le fichier Stop Police est également utilisé.

### Équipement

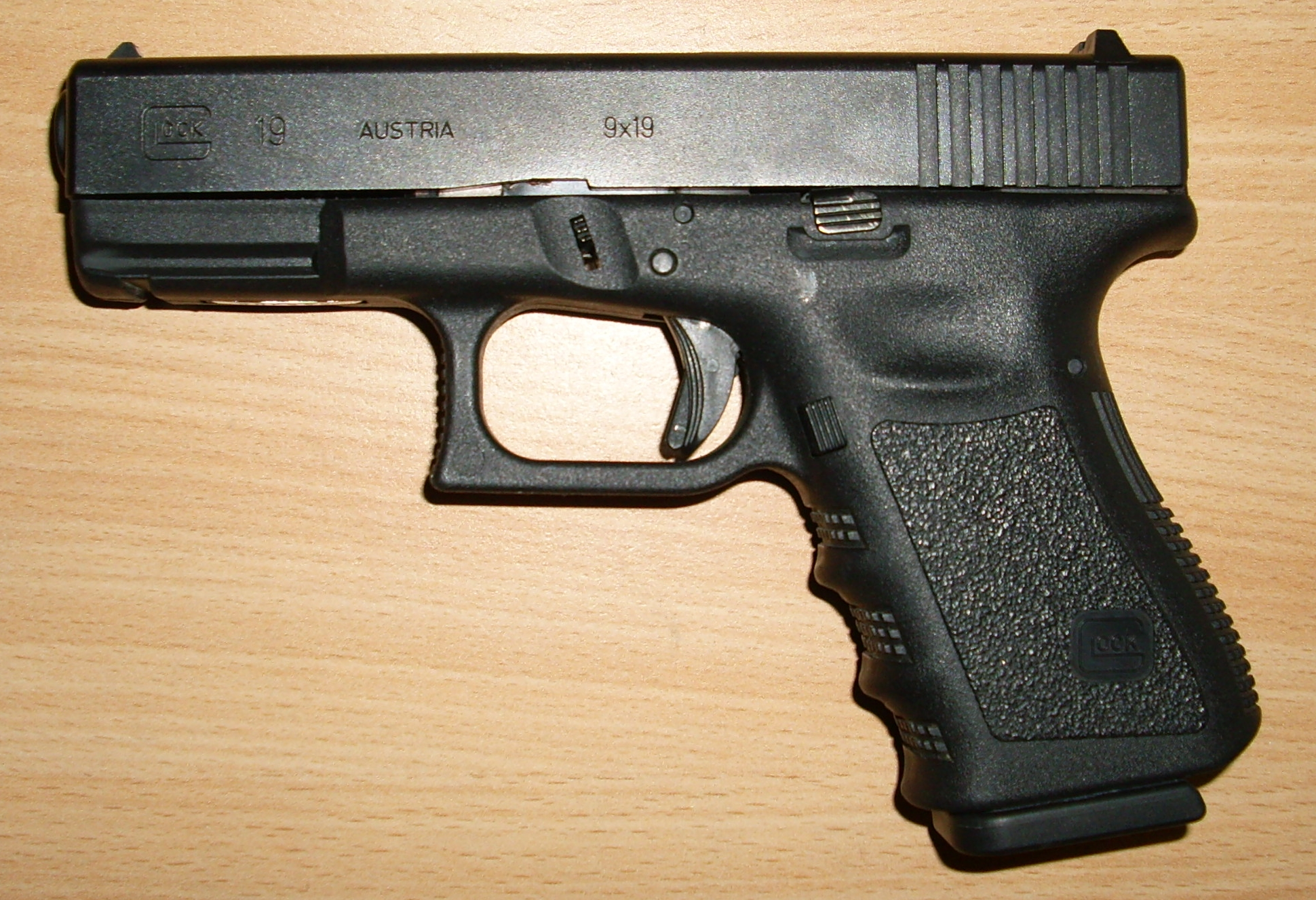
Glock 19

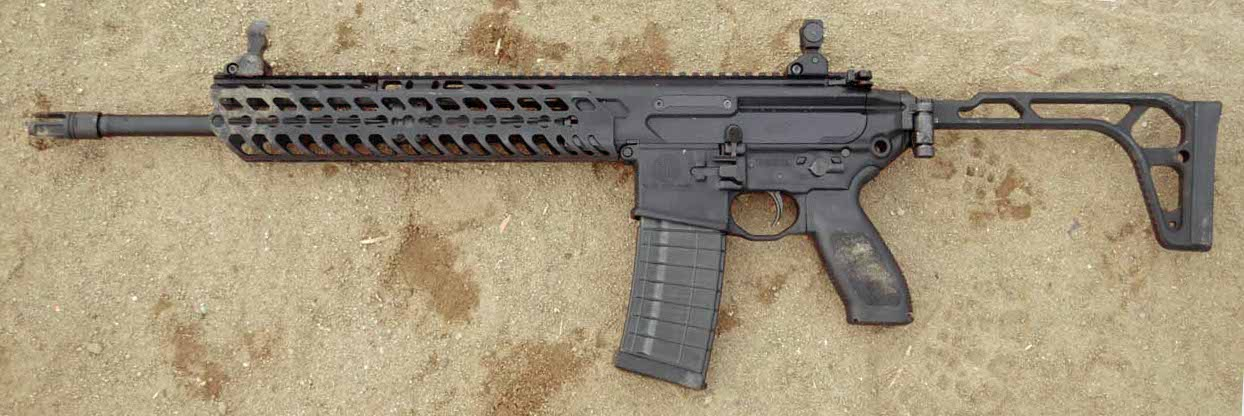
SIG MCX

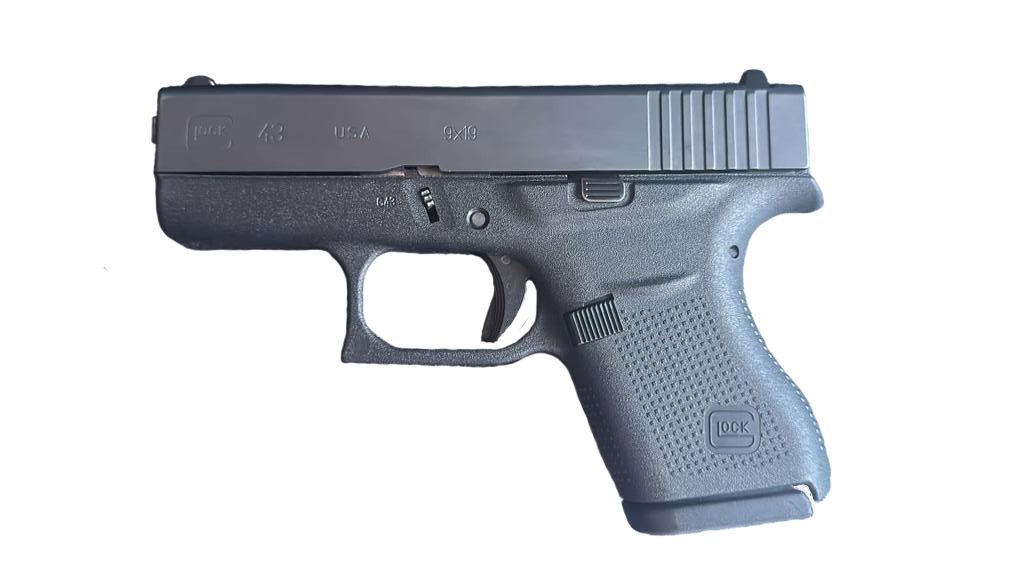
Glock 43

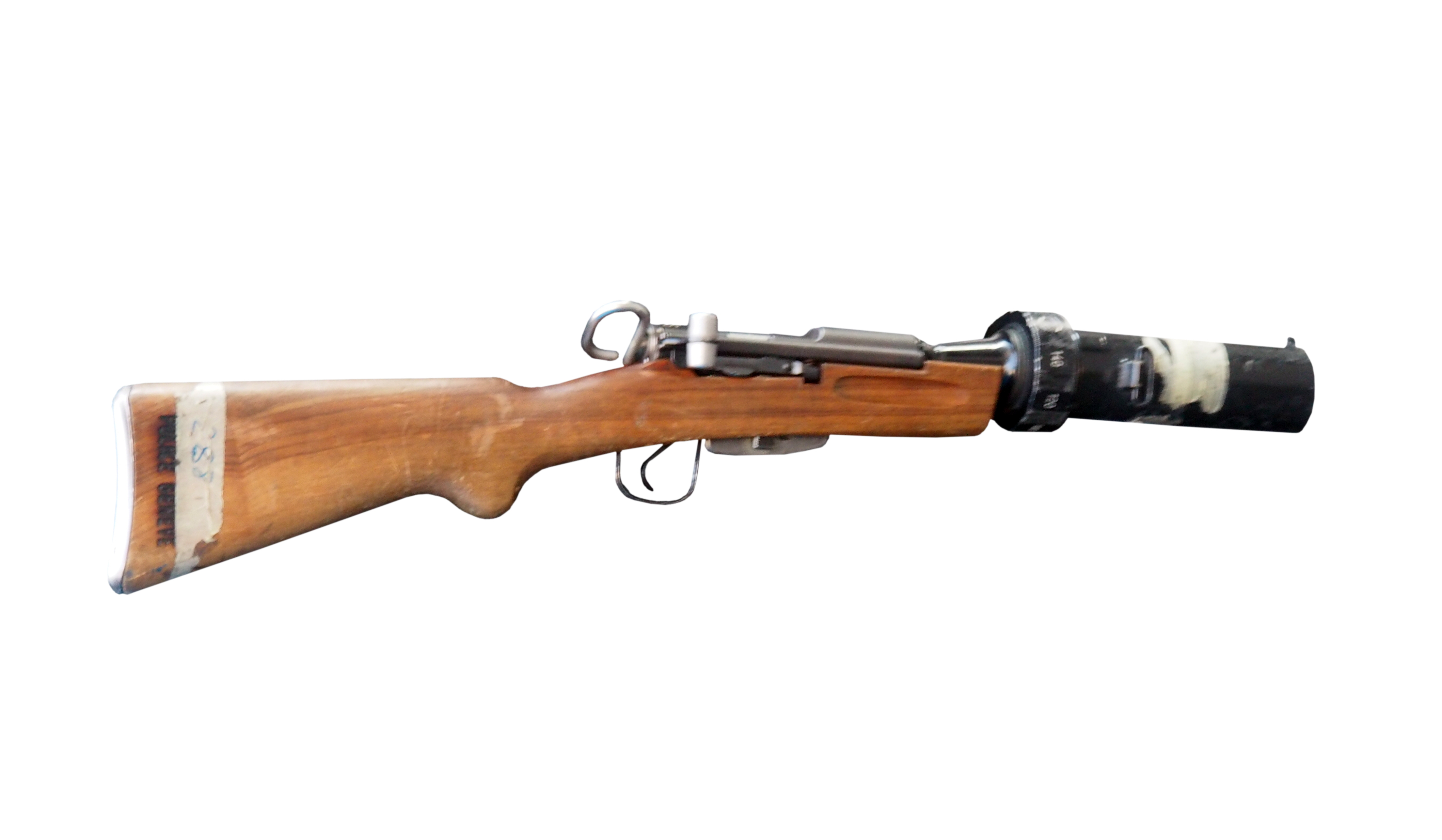
Mousqueton 1931 lance-grenade lacrymogène

La police cantonale genevoise utilise les armes suivantes,:

#### Arme collective
- pistolet-mitrailleur SIG MPX de SIG Sauer[31]
- fusil d'assaut SIG MCX Virtus[32]
- Mousqueton 1931 lance-grenade lacrymogène

#### Arme individuelle
- Glock 19[31]
- Glock 43[33], version compacte du Glock 19, pour la police judiciaire

#### Équipement
- Menottes
- Spray au poivre (pour les agents habilités)
- Bâton télescopique (pour les agents habilités)
- Pistolet à impulsion électrique (taser) (utilisé spécialement par le GIPG et les unités de maintien de l'ordre public (manifestation))
- Gilet pare-balles (généralement porté par le personnel en uniforme et les unités spéciales)

### Uniformes

#### Personnel de gendarmerie[26]
Le personnel des services de gendarmerie (police-secours, police de proximité, police internationale et police routière) porte l’uniforme (sauf dispositions contraires).
Sur les uniformes règlementaires, l'insigne de grade est visible au niveau du haut du torse et, au-dessus ou au-dessous de celle-ci, se trouve le matricule de l'officier de police.

#### Personnel de la police judiciaire[26]
Le personnel de la police judiciaire est généralement vêtu d'habits civils qui ne font aucune référence à des opinions personnelles (politiques, religieuses, etc.).
Les officiers de la police judiciaire en civil sont souvent équipés d'un brassard de police (qui ne sert pas d'accréditation) lorsqu'ils doivent être vus. Ils possèdent également un badge sur lequel est inscrit leur numéro de matricule.
Ce badge peut ne pas être visible lors d'opération sous couverture.

#### Matricule
Tous les officiers en uniformes doivent être équipés de leur insigne de grade accompagné de leur matricule, qui doit rester visible par la population.
Toutefois, la commandante de la police peut, de manière limitée dans le temps, lever cette obligation.

## Formation
En 2004, un brevet fédéral est créé afin d'harmoniser la formation des corps de police en Suisse.
Jusqu'en 2016, les policiers genevois sont formés au centre de formation de Carouge. Les coûts de financement d'une formation strictement cantonale, ainsi que ceux impliqués par le besoin d'agrandissement des locaux, poussent les autorités à envisager une solution alternative. Un accord est conclu en 2014 entre les cantons de Genève, Vaud et du Valais pour que la police genevoise intègre l'académie de police de Savatan.
Les premiers policiers genevois intègrent la formation en 2016. Ces premières formations s'inscrivent dans une phase pilote devant durer 3 ans.
Les autorités genevoises annoncent en 2018 que le partenariat pour la formation des policiers à Savatan est pérennisé. Des évolutions dans l'approche et le contenu pédagogique sont demandées. Ainsi, une amélioration de la formation pour ce qui concerne la procédure pénale et la police de proximité est sollicitée. De plus, l'ambiance militaire et l'isolement de la direction sont critiqués,.
À l'occasion d'une nouvelle loi d'organisation de la police en 2022, et en réponse aux critiques persistantes concernant l'approche pédagogique de Savatan, les députés du Grand Conseil genevois décident du retour de la formation des policiers genevois,.

## Personnalités
- Monica Bonfanti
- Thierry Cerutti
- Yves Patrick Delachaux
- Carl Emery
- Roger Golay

## Galerie d'images

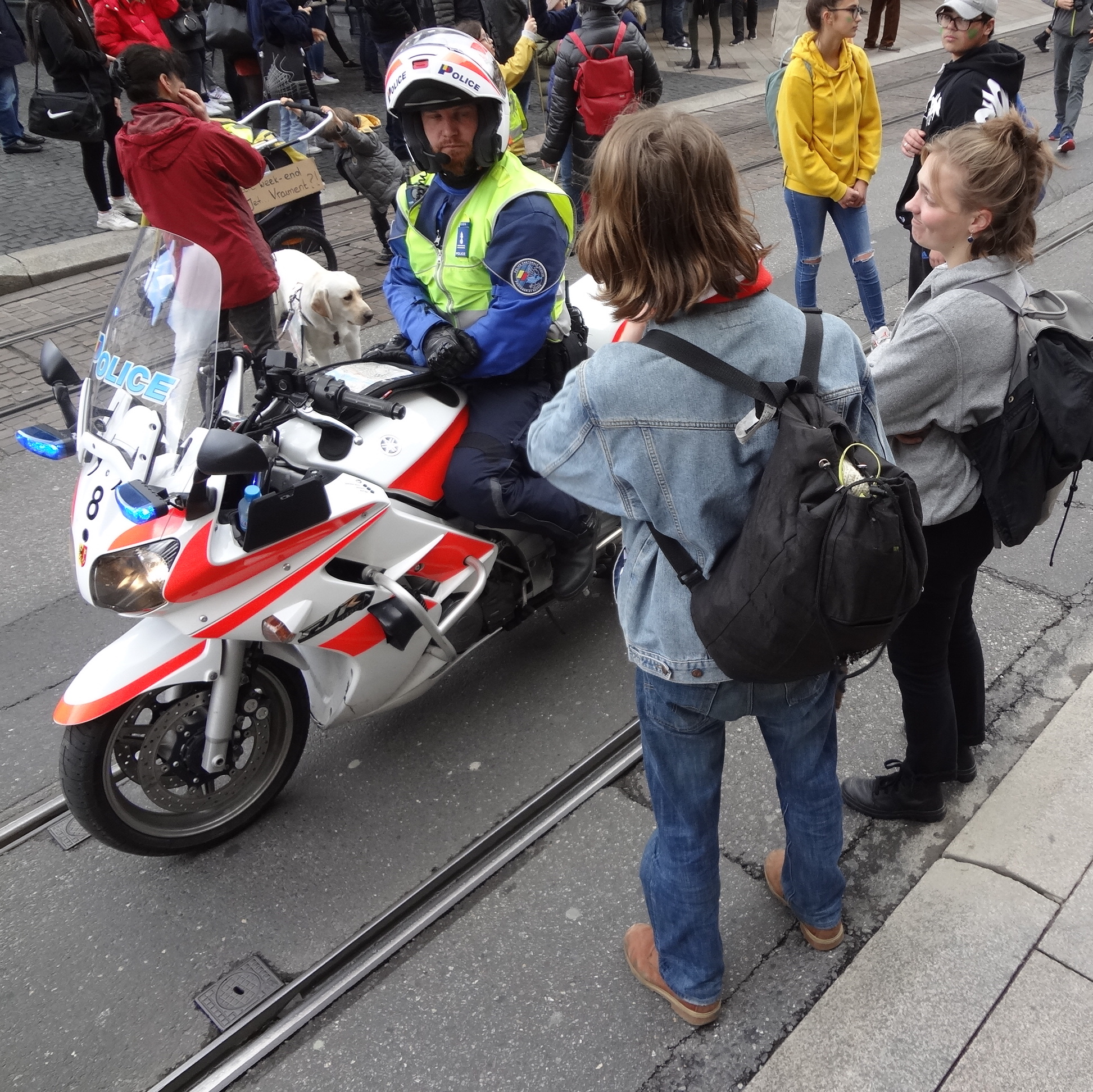
Moto routière
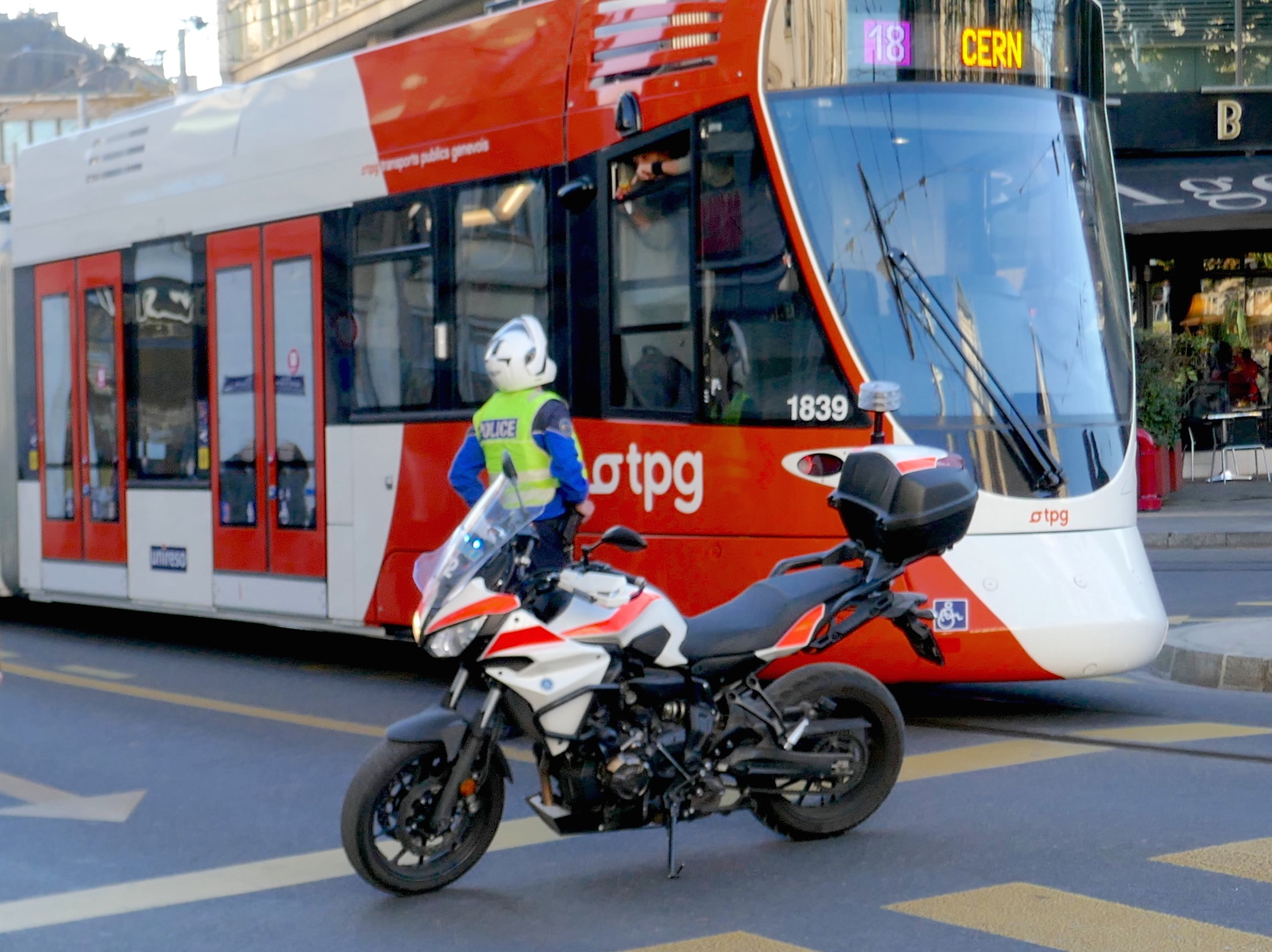
Moto trail
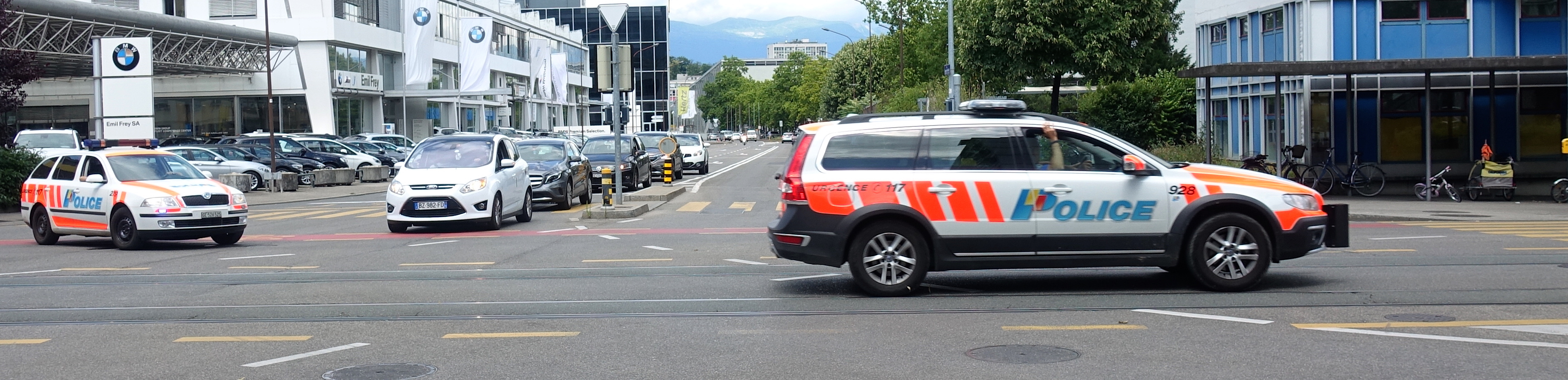
Skoda Octavia et Volvo
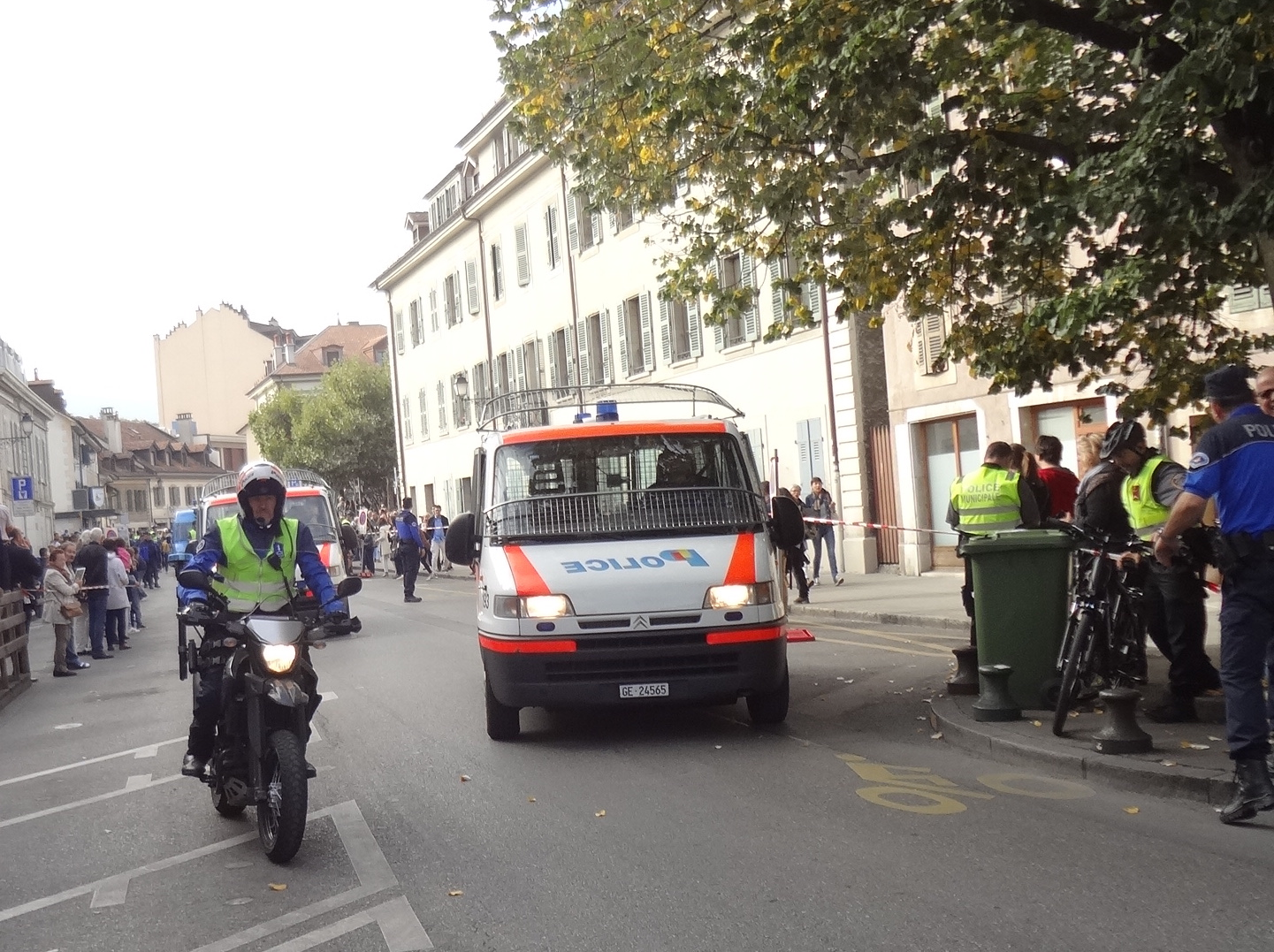
Panier à salades Citroen Jumper
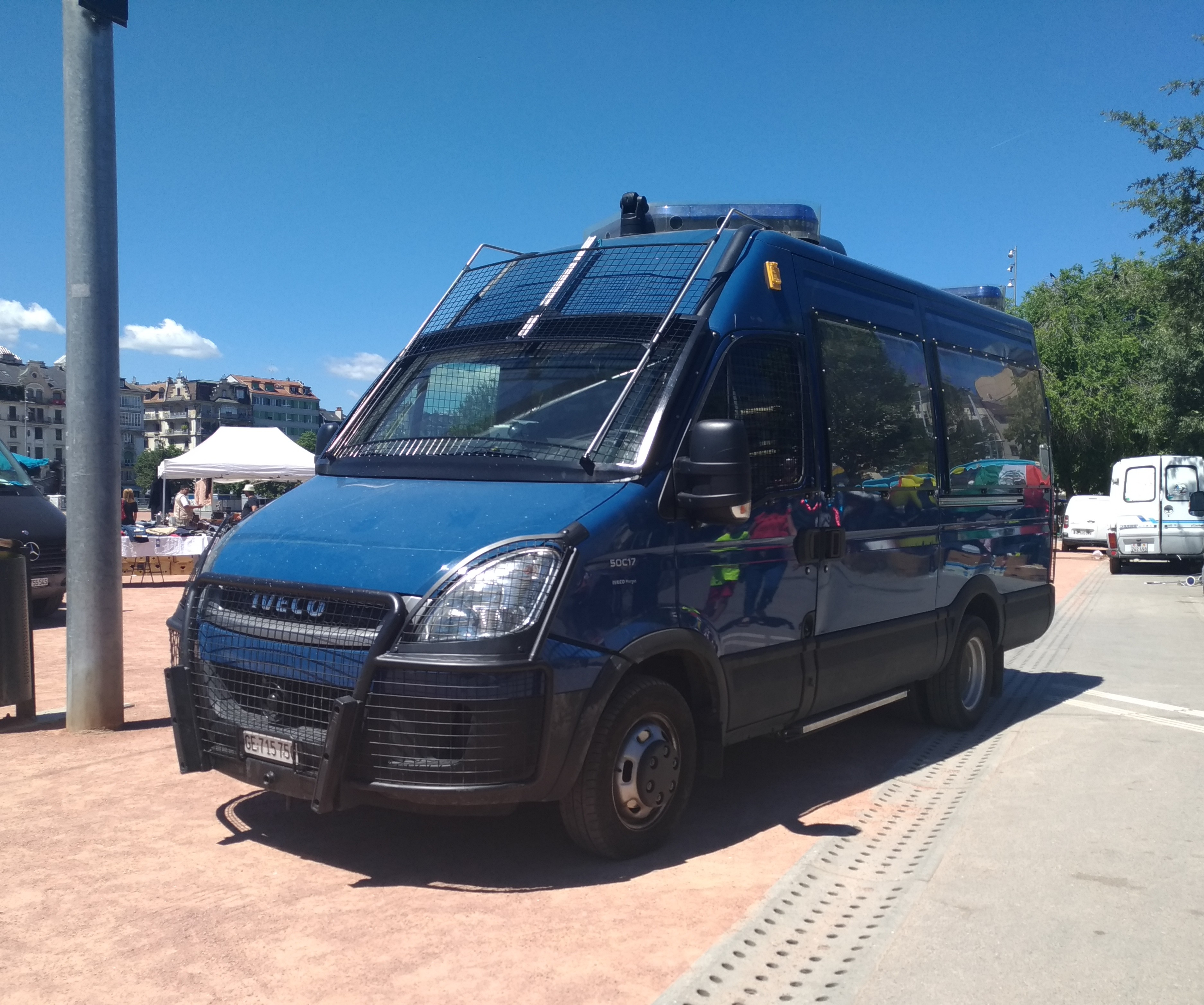
Iveco de la Brigade de sécurité publique (BSP)
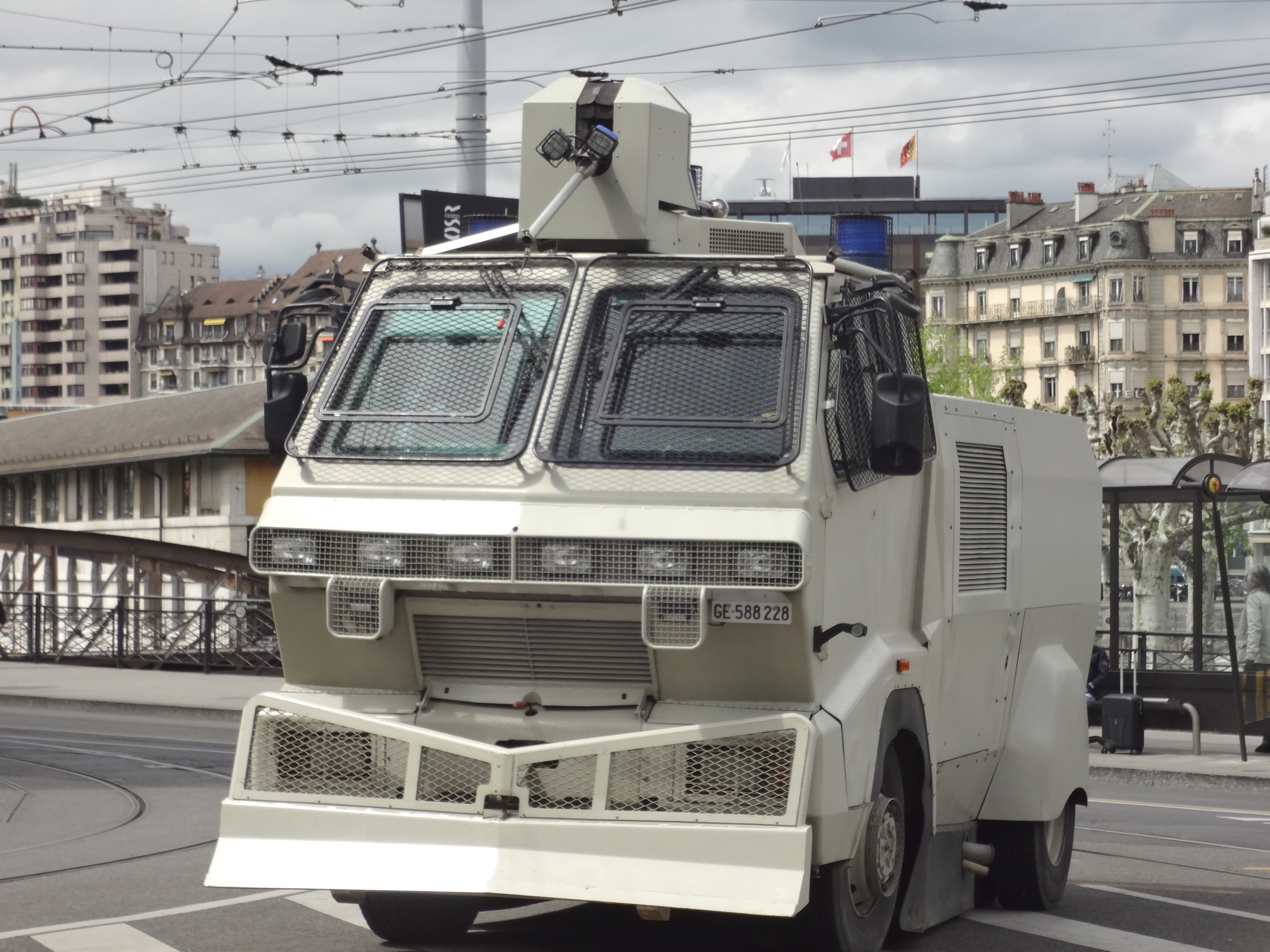
Véhicule canon à eau
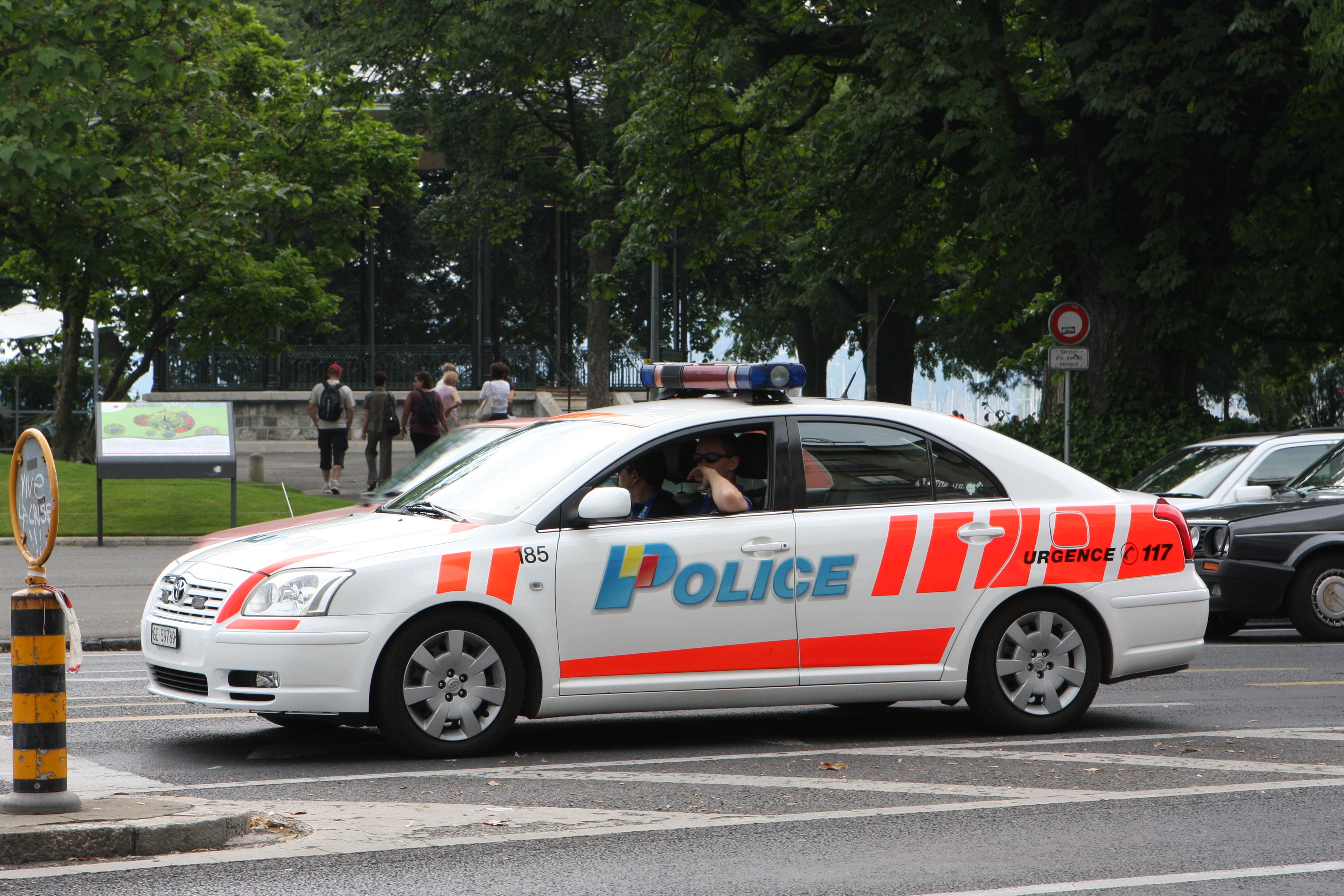
Toyota Avensis, nouvelle livrée
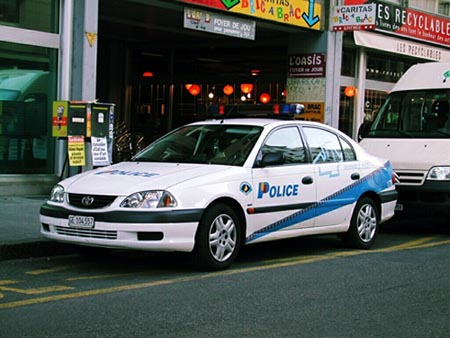
Véhicule de patrouille Toyota Avensis, logos d'avant les années 2010
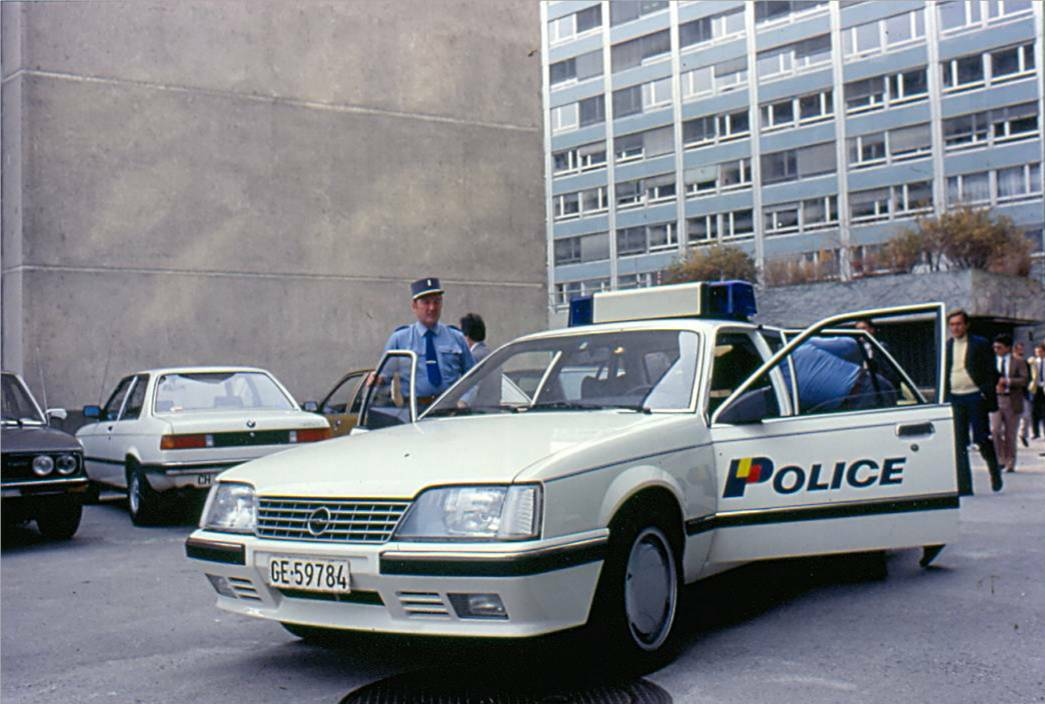
Opel Kadett de 1985
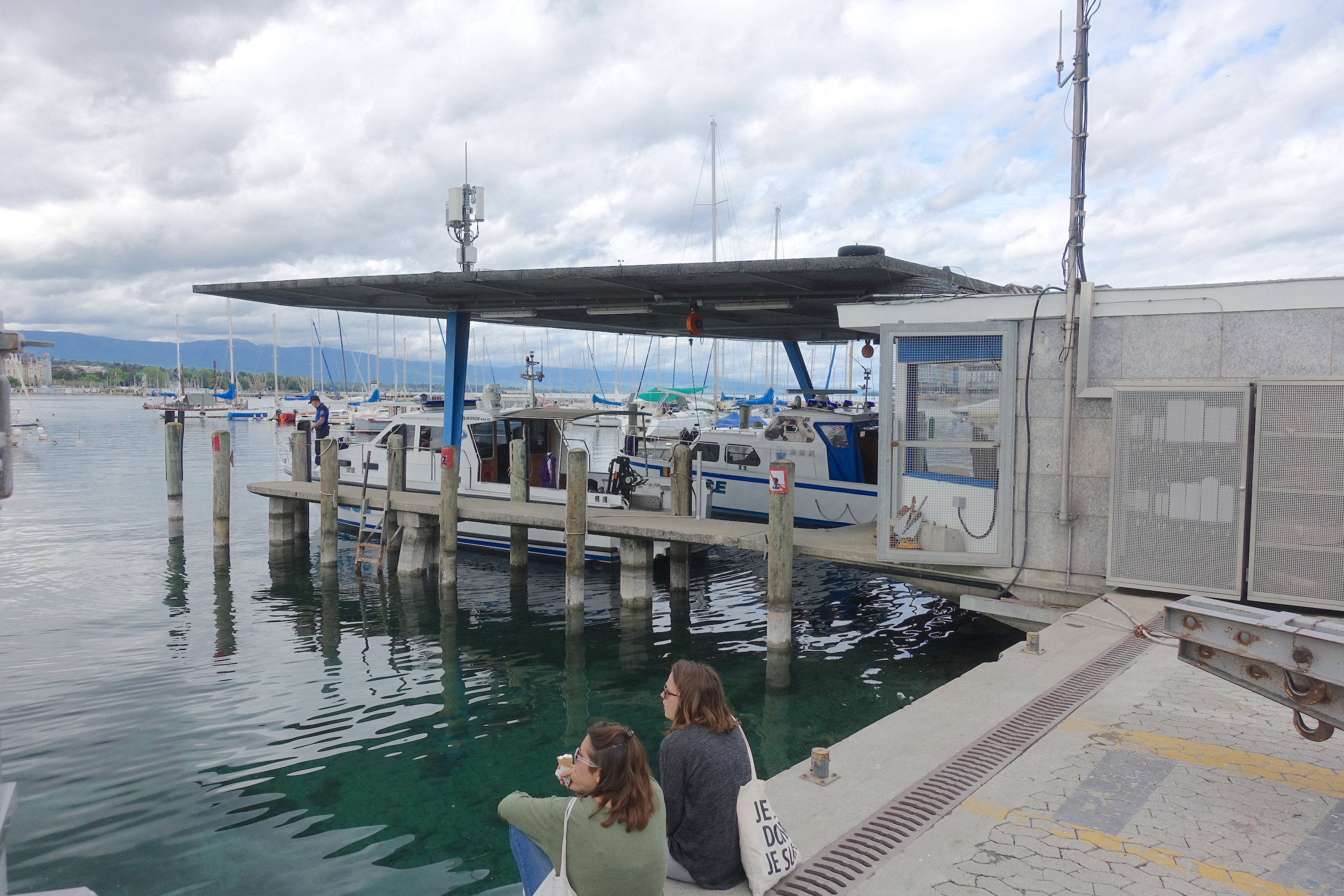
Police de la navigation